# Радина, Любовь Петровна
Любо́вь Петро́вна Ра́дина (1838, Санкт-Петербург — 9 марта 1917, Петроград) — артистка балета императорской труппы.

## Биография
Любовь Радина родилась в Петербурге в семье драматического актёра Петербургского отделения Императорских театров П. Д. Радина 14 февраля 1838 года. Старшая сестра Софья Петровна Радина (1830—1870), также была балериной, характерной танцовщицей; оставила сцену в возрасте 22 лет.
Любовь Петровна с самого детства росла в артистической обстановке. Как и многие дети из артистических семей, она также видела себя только на сцене. Поступила в Петербургское театральное училище на балетное отделение. Среди её педагогов были известные французские танцовщики, преподававшие в России, Пьер Фредерик Малавернь (по сценическому псевдониму Фредерик), Э. Гюге.
По окончании училища была принята в Петербургскую Императорскую балетную труппу, успешно дебютировав в 1855 году в главной партии балета «Армида», заменив блиставшую в этой роли Фанни Черрито.
На сцене императорского театра она проработала тридцать лет — с 1855 до 1885 года.
Она сразу получила известность и одобрение театральной критики и как классическая танцовщица, и как исполнительница мимических ролей. В течение десяти лет в 1870—1880 годах Любовь Радина была ведущей исполнительницей характерных танцев. Критика отмечала: «Выдающийся успех имела в танцах характерных, требующих огня и увлечения, но отличалась и в мимических ролях», «Исполняла классические партии, требовавшие серьёзной техники и мимической игры… Критика высоко оценивала также её исполнение танцев в балетах».
Закончила свою артистическую карьеру в 1885 году.

## Репертуар
на сцене Большого (Каменного) театра
- 1855 — «Армида»
- Сатанилла, «Сатанилла, или Любовь и ад»
- 1858 — Гюльнара, Корсар, балетмейстер Жюль Перро
- 1860 — ?, «Пакеретта», балетмейстер Артур Сен-Леон
- 1862 — «Сирота Теолинда, или Дух долины», балетмейстер Артур Сен-Леон
- 1862 — Рамзея, «Дочь фараона», балетмейстер Мариус Петипа
- 1864 — ?, «Конёк-горбунок», балетмейстер Артур Сен-Леон
- Катарина, «Катарина, дочь разбойника»
- Мирта, «Жизель»

На сцене Мариинского театра
- 1871 — испанская шикка*, «Дон Кихот», балетмейстер Мариус Петипа
- 1872 — мавританский танец*, «Камарго», балетмейстер Мариус Петипа
- 1874 — малабарская пляска*, «Бабочка», балетмейстер Мариус Петипа
- 1876 — вакхический танец* «Приключения Пелея», балетмейстер Мариус Петипа
- 1876 — праздничный дивертисмент*, «Кузнец Вакула» П. И. Чайковского (вместе с Матильдой Мадаевой, Марией Амосовой, Павлом Гердтом, Львом Ивановым, Александром Пишо и Феликсом Кшесинским)
- 23 января 1877 — индусский танец* «Баядерка», балетмейстер Мариус Петипа (вместе с Феликсом Кшесинским и Александром Пишо)
- 1878 — черногорский танец*, «Роксана, краса Черногории», балетмейстер Мариус Петипа
- 1880 — чардаш*, «Дева Дуная», балетмейстер Мариус Петипа
- 1881 — абиссинский танец*, «Зорайя», балетмейстер Мариус Петипа
- Рамис, «Кипрская статуя»
- Казачка, «Ночь и день»
- лезгинка, опера «Руслан и Людмила», балетмейстер Александр Богданов

(*) — первая исполнительница